# Inter-American Telecommunication Commission
De Inter-American Telecommunication Commission (IATC) of Comisión Interamericana de Telecomunicaciones (CITEL) is een organisatie van de Organisatie van Amerikaanse Staten. Oorspronkelijk was ze opgericht als Inter-American Electrical Communication Commission op de vijfde Pan-American Conference in mei 1923. 
De taak van de organisatie is het coördineren van telecommunicatie gerelateerde mandaten van de Algemene Vergadering van de Organisatie van Amerikaanse Staten en diegene die zijn vastgesteld tijdens de Summits of the Americas.